# 岡山県護国神社
岡山県護国神社（おかやまけんごこくじんじゃ）とは岡山県岡山市中区奥市にある護国神社である。旧社格は内務大臣指定護国神社で、戦後別表神社となった。
境内には戦死者の慰霊碑が数多く建立されており、シベリア抑留者や宇垣纒海軍中将と十七勇士の菊水慰霊碑などがある。

## 沿革
岡山藩主であった池田章政が、1869年（明治2年）4月3日に現在の後楽園公園裏竹田河原に於て、奥羽戦争戦死者である雀部八郎時宜など34柱の招魂祭を挙行し、6月に上道郡門田村幣立山地180坪に社殿と碑石を建立し、奥羽、函館両戦争戦死者を祭祀したのが起源である。
1874年（明治7年）3月17日に官祭となり、岡山招魂社となった。1922年（大正4年）に現在地に移転、4月26日に社殿が竣工した。1939年（昭和14年）4月1日に内務大臣指定と共に「岡山縣護國神社」と改称した。戦後の一時期は連合国の占領政策により「操山神社」としていたが1952年（昭和27年）に現在の名称に復帰した。また戦後になり改修工事などが行われている。

## アクセス
- 岡山県道28号岡山牛窓線
- 両備バス西大寺行きに乗車、「護国神社」下車